# Алаг-Шулун
Ала́г-Шулу́н (бур. Алаг шулуун — пёстрый камень) — улус в Окинском районе Бурятии. Входит в сельское поселение «Бурунгольское».

## География
Расположено в межгорной котловине на правом берегу реки Оки, при впадении её правого притока речки Алаг-Шулун, в 20 км к востоку от центра сельского поселения — села Хужир.

## Население
| 2002 | 2010 |
| ---- | ---- |
| 173  | ↘168 |